# Uutiset
Uutiset är ett sverigefinskt nyhetsprogram på finska som sänds vardagar 17.45–17.55 på SVT2 året om förutom på sommaren då programmet sänds kl 17.40-17.50 på vardagar på SVT2 Första sändningen ägde rum den 22 augusti 1988, och sändningstiden var då fem minuter. Sedan 24 augusti 2009 är programtiden femton minuter. Programmets innehåll textas på svenska. Om inslaget är på svenska textas det på finska. Är talet i inslaget varken på svenska eller finska textas programmet på både svenska och finska genom varsin textningsrad.